# Parc régional des Îles-de-Saint-Timothée
Le parc régional des Îles-de-Saint-Timothée est un parc régional situé à Salaberry-de-Valleyfield dans la province de Québec au Canada. Une plage aux abords du fleuve Saint-Laurent s'y retrouve. 

## Histoire
Les îles de Saint-Timothée sont situées dans une portion du fleuve Saint-Laurent entre le lac Saint-François et le lac Saint-Louis qui comprend l'une des sections avec le plus fort dénivelé du fleuve. On y construit l'ancien canal de Beauharnois et le canal de Soulanges pour contourner les rapides. En 1940, cette section du fleuve a été asséchée par la construction du canal de Beauharnois. 
Durant les années 1950 et 1960, le maire de Saint-Timothée et préfet du comté de Beauharnois, Florian Paiement, mêne une campagne pour restaurer cette portion du fleuve. À la suite de cette campagne, Hydro-Québec procède à la construction de barrages, ce qui crée divers bassins d'eau dans la section. La municipalité récupère finalement les îles accessible par ponts pour la somme symbolique de 1 $.
En 1982 et 1983, le conseil municipal fait des études de faisabilité pour la création d'un parc. En 1985, les municipalités du village et de la paroisse forme la Régie intermunicipale du Parc régional des Îles-de-Saint-Timothée. Cette collaboration va mener au regroupement entre les deux municipalités en 1990. L'inauguration du parc a lieu de 25 juin 1989. Le parc est aménagé pour un montant de 2 000 000 $, par des travaux qui dureront jusqu'en 1993.